# Riccia atlantica
Riccia atlantica là một loài rêu tản thuộc họ Ricciaceae. Đây là loài đặc hữu của Bồ Đào Nha. Môi trường sống tự nhiên của chúng là vùng bờ biển nhiều đá.